# Diocese de Paranaguá
A Diocese de Paranaguá (Dioecesis Paranaguensis) é uma circunscrição eclesiástica da Igreja Católica no Brasil, sufragânea da Província Eclesiástica de Curitiba e pertencente ao Conselho Episcopal Regional Sul II da Conferência Nacional dos Bispos do Brasil. A sé episcopal está na Catedral de Nossa Senhora do Santíssimo Rosário, na cidade de Paranaguá, no estado do Paraná.
Seu bispo emérito é Dom Edmar Peron, que teve sua renúncia aceita pelo Papa Leão XIV em 20 de maio de 2025.

## Histórico
A Diocese de Paranaguá foi erigida a 21 de julho de 1962, por meio da bula Ecclesia Sancta, de São João XXIII, desmembrada da Arquidiocese de Curitiba.

## Demografia
Em 2004, a diocese contava com uma população aproximada de 386.041 habitantes, com 68,3% de católicos.
O território da diocese é de 12.992 km², organizado em 21 paróquias. Abrange os seguintes municípios: Adrianópolis, Antonina, Bocaiúva do Sul, Campina Grande do Sul, Cerro Azul, Doutor Ulysses, Guaraqueçaba, Guaratuba, Matinhos, Morretes, Paranaguá, Pontal do Paraná, Tunas do Paraná.

## Bispos
|                          | Nome                              | Período   | Notas                             |
| Bispos                   | Bispos                            | Bispos    | Bispos                            |
| ------------------------ | --------------------------------- | --------- | --------------------------------- |
| 5º                       | Paulo Alves Romão                 | 2025-     | Atual                             |
| 4º                       | Edmar Peron                       | 2015-2025 | Renunciou por razões particulares |
| 3º                       | João Alves dos Santos, O.F.M.Cap. | 2006-2015 | Faleceu no cargo.                 |
| 2º                       | Alfredo Ernest Novak, C.Ss.R.     | 1989-2006 | Renunciou por limite de idade.    |
| 1º                       | Bernardo José Nolker, C.Ss.R.     | 1963-1989 | Renunciou por limite de idade.    |
| Administrador apostólico |                                   |           |                                   |
|                          | Francisco Carlos Bach             | 2015      | Bispo de São José dos Pinhais     |
|                          | Bruno Elizeu Versari              | 2025      | Bispo de Ponta Grossa             |